# Nuts
|  | Per a altres significats, vegeu «NUTS». |

Nuts fou un setmanari britànic adreçat a homes que es publicava els dimarts. Per al seu llançament la campanya de màrqueting l'any 2004 usà l'eslògan s'utilitza el lema: "When You Really Need Something Funny" (Quan realment necessites una cosa divertida). La revista va tancar a l'abril de 2014.
El principal rival de Nuts era Zoo Weekly, que es dirigia a la mateixa franja demogràfica, homes de 18-30 anys, i té continguts similars. No obstant això, des de l'inici de les respectives revistes, Nuts sempre superà en vendes a Zoo, amb les xifres de vendes de la segona meitat del 2013 que mostra una bretxa de gairebé 25.000 exemplars per setmana. Altres revistes en competència amb Nuts eren Zip i publicacions mensuals dels homes com ara FHM i Loaded.
La circulació de la revista va declinar a partir del 2007. El nombre mitjà de còpies venudes durant el segon semestre de 2013 va ser 53.342, mentre que la revista va arribar a vendre 306.802 exemplars en el seu apogeu en 2005.
El 8 d'agost de 2013, Dominic Smith, editor de la revista, va anunciar que la seva publicació ja no es vendria pels supermercats Co-op. Smith retirà la publicació en resposta a la petició de Co-op als editors de posar les revistes dins de sobres que emmascaressin les seves portades explícites. Co-op va dir que estava responent a la preocupació dels consumidors.
En març 2014 IPC Media va anunciar que Nuts podria deixar-se de publicar aviat després d'una consulta de 30 dies amb el personal. vendes mensuals digitals de 8776 (juliol-desembre 2013) suggerien que els observadors de la indústria que la revista no estava fent una transició reeixida a una plataforma en línia.
El darrer número de la revista es va publicar el 29 d'abril de 2014. Lucy Pinder, model habitual a Nuts, va aparèixer a la portada de la darrera edició. El periodista independent Ella Alexander va escriure llavors: "La revista es va mantenir fidel al seu ethos fins al'amarg final - passiva, no amenaçant, amb (versions objectivades de dones) per a tothom"